# ویتالی گراسیموف
ویتالی پتروویچ گراسیموف (روسی: Виталий Петрович Герасимов; ۹ ژوئیهٔ ۱۹۷۷ – ۷ مارس ۲۰۲۲) سرتیپ نیروی زمینی روسیه بود که رئیس ستاد و معاون اول فرمانده ارتش چهل و یکم تسلیحات ترکیبی روسیه را به عهده داشت. وزارت دفاع اوکراین مدعی گشته او در جریان حمله ۲۰۲۲ روسیه به اوکراین در استان خارکیف کشته شده‌است.
گراسیموف سال ۱۹۹۹ از مدرسه عالی فرماندهی تانک کازان و در سال ۲۰۰۷ از آکادمی قوای ترکیبی نیروهای مسلح فدراسیون روسیه فارغ‌التحصیل شد. او در جنگ دوم چچن و مداخله روسیه در جنگ داخلی سوریه شرکت داشت و نشان برای بازگشت کریمه را هم دریافت کرده بود.